# حوزه انتخابیه پانزدهم اوهایو
حوزه انتخابیه پانزدهم اوهایو یک حوزه انتخابیه مجلس نمایندگان آمریکا است که در ایالت اوهایو قرار دارد.